# Prawo Linusa

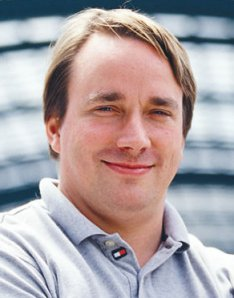
Linus Torvalds, którego imię dało nazwę stwierdzeniu

Prawo Linusa – stwierdzenie dotyczące informatyki, które głosi: „Jeśli mamy wystarczająco oczu, wszystkie bugi są powierzchowne.” (ang. Given enough eyeballs, all bugs are shallow). Lub bardziej formalnie: jeśli mamy do dyspozycji ogromne zaplecze testerów, prawie każdy problem może być dostrzeżony i rozwiązany błyskawicznie. Stwierdzenie sformułował Eric Raymond. Nazwa prawa pochodzi od imienia „ojca” Linuxa, Linusa Torvaldsa.
Prawo to jest używane w kontekście programów rozwijanych w ramach otwartego oprogramowania, w tym także projektów wiki jak Wikipedia. Jedno z podstawowych praw, które definiuje rozwiązania bazarowe, przeciwstawiane rozwiązaniom katedralnym. W praktycznej interpretacji, oznacza to np., że im częściej wydaje się kolejne wersje oprogramowania, tym szybciej użytkownicy wykrywają w nim błędy. Czy także, że im mniejszy projekt społecznościowy (w tym Wikipedia), tym więcej będzie mieć błędów.